# Log pri Vrhovem
Log pri Vrhovem je naselje u slovenskoj Općini Radeču. Log pri Vrhovem se nalazi u pokrajini Štajerskoj i statističkoj regiji Savinjskoj. 

## Stanovništvo
Prema popisu stanovništva iz 2002. godine naselje je imalo 84 stanovnika.